# المتحف العسكري (إسطنبول)
المتحف العسكري هو متحف يؤرخ للتاريخ العسكري في تركيا.
للمتحف آلاف القطع الأثرية مثل السيوف والدروع وغيرها. كما يقام عرض «مهتر» (عسكري عثماني) للزوار.